# 1er régiment de tirailleurs
Ne doit pas être confondu avec 1er régiment de tirailleurs marocains.
Le 1er régiment de tirailleurs (1er RTir) est un régiment d'infanterie blindée de l'Armée de terre française basé à Épinal, constitué en 1994 à partir du 170e régiment d'infanterie. Ses missions sont diverses : il est formé majoritairement de militaires actifs mais aussi de réservistes, déployé tant en OPEX que dans des missions sur le territoire national comme l'Opération Harpie ou encore dans le cadre du Plan Vigipirate.

## Chefs de corps
- 1993-1995 : Colonel Jean-Guy Gendras
- 1995-1997 : Colonel Éric de Fleurian
- 1997-1999 : Colonel Jean-Jacques Poch
- 1999-2001 : Lieutenant-colonel François-Xavier Yves
- 2001-2003 : Colonel Bruno Dran
- 2003-2005 : Colonel Thierry Lion
- 2005-2007 : Colonel Pierre Esnault
- 2007-2009 : Colonel Emmanuel Gaulin
- 2009-2011 : Colonel Rémy Cadapeaud
- 2011-2013 : Colonel Cédric du Gardin
- 2013-2015 : Colonel Marc Espitalier
- 2015-2017 : Colonel Franck Boudet
- 2017-2019 : Colonel  Cyril Leprêtre
- 2019-2021 : Colonel Jean-Baptiste Vouilloux
- 2021-2023 : Colonel Thomas Lanusse-Cazalé
- 2023-2025 : Colonel Jean Michelin
- Depuis 2025 : Colonel Alexandre Bancel

## Historique des garnisons, combats et batailles

### Second Empire
- 1852 : Conquête de l'Algérie par la France, Siège de Laghouat

- 1854-1855 : Guerre de Crimée, Siège de Sébastopol (1854-1855)
- 1859 : Campagne d'Italie, Bataille de Turbigo
- 1863 : Expédition du Mexique, Bataille de San Lorenzo

### 1871 à 1914
- 1884-1885 : Guerre franco-chinoise
- 1900 : Conquête du Tchad
- 1907-1913-1918 : Campagne du Maroc

### Première Guerre mondiale

#### 1916
- Bataille de la Somme
- Bataille de l'Aisne

#### 1918
- Bataille de Saint-Thierry

### Seconde Guerre mondiale

#### 1943
Campagne de Tunisie, Bataille de Pichon

### De 1946 à nos jours
- Guerre d'Indochine
- Guerre d'Algérie

Le 1er mai 1994 à Golbey, en présence des héritiers de l'armée d'Afrique, légionnaires, spahis, zouaves et artilleurs, le 170e régiment d'infanterie, qui gardait le drapeau du 7e régiment de tirailleurs algériens, devient le 1er régiment de tirailleurs. Il est officiellement recréé sous le commandement du colonel Jean-Guy Gendras, en présence de Philippe Séguin, député-maire d'Épinal, et de François Léotard, ministre de la Défense. Il a été recréé en hommage aux tirailleurs maghrébins qui prirent part à l'ensemble des combats de la France, à l'occasion du cinquantenaire de la Libération.
Le régiment occupait deux emprises : le quartier Haxo à Golbey et le quartier  Varaigne à Épinal. En 2005, l'ensemble du régiment est regroupé au quartier Varaigne abandonnant ainsi le quartier Haxo.

## Drapeau
Il porte, cousues en lettres d'or dans ses plis, les inscriptions suivantes :,:
- Laghouat 1852
- Sébastopol 1854-1855
- Turbigo 1859
- San Lorenzo 1863
- Extrême-Orient 1884-1885
- Tchad 1900
- Maroc 1907-1913-1918
- La Somme-L'Aisne 1916
- Saint-Thierry 1918
- Pichon 1943[9],[10]
- Vosges 1944
- Indochine 1947-1954
- AFN 1952-1962

## Décorations
Il est décoré de :
- la Croix de la Légion d'honneur
- la Croix de guerre 1914-1918 avec 4 palmes.
- la Médaille d'or de la Ville de Milan.
- de la fourragère aux couleurs du ruban de la Médaille militaire

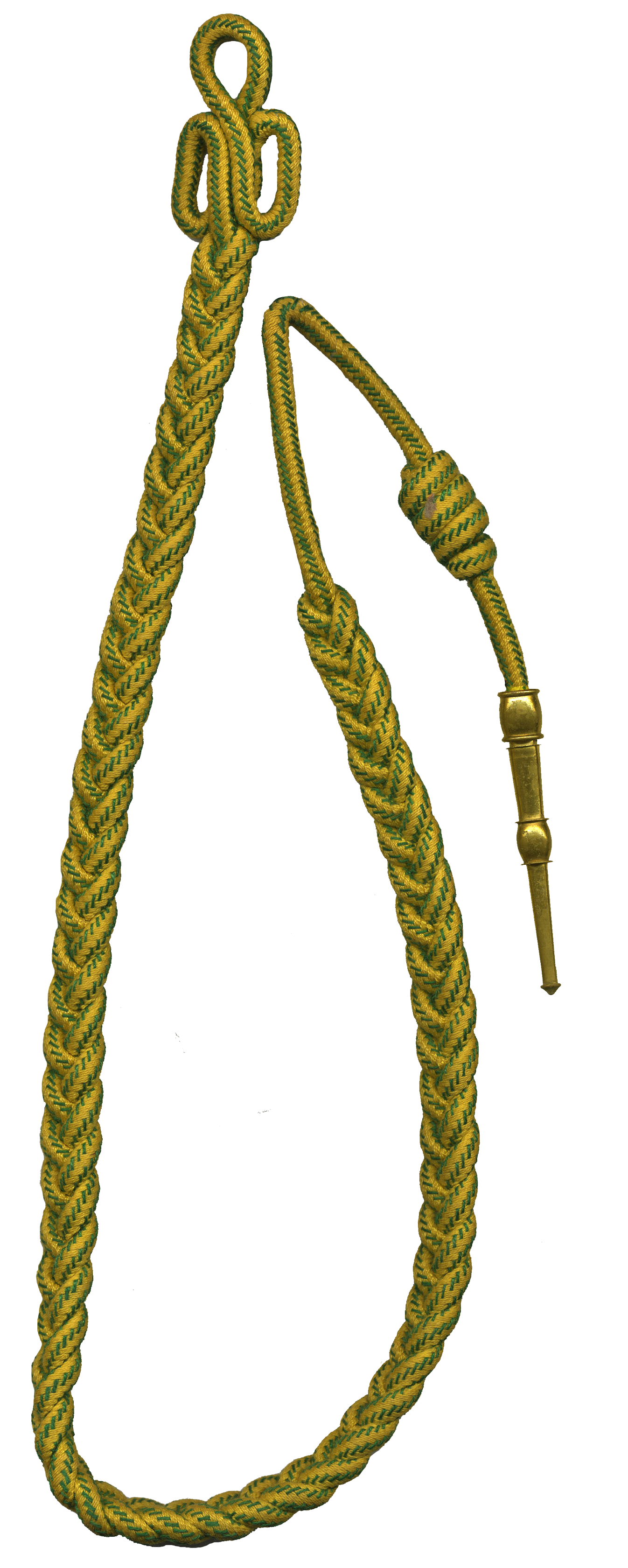
Fourragère aux couleurs de la Médaille militaire.
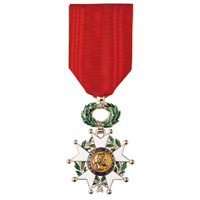
Croix de la Légion d'honneur.
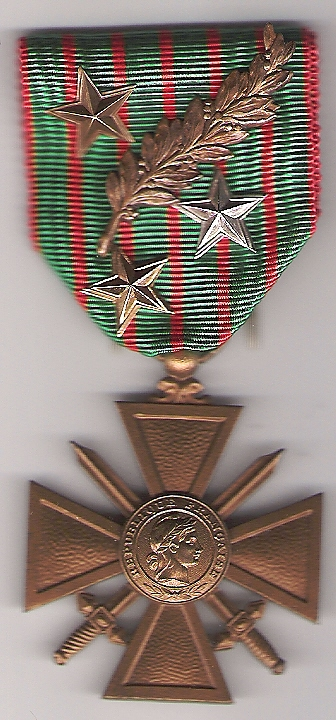
Croix de guerre 1914-1918.
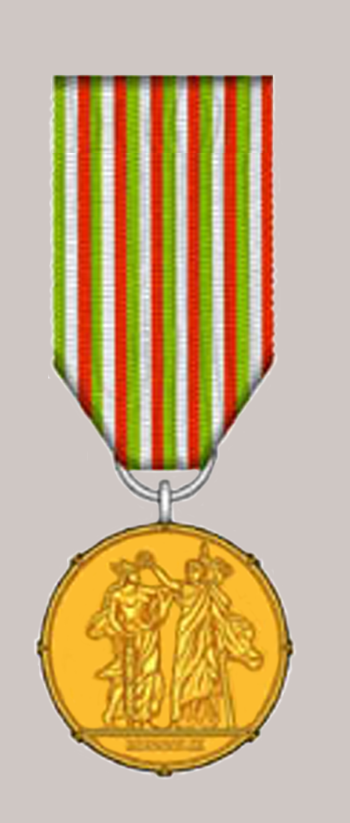
Médaille d'or de la ville de Milan

## Son insigne

### Héraldique
Croissant d'argent ouvert sur une devise arabe détourée et ajourée signifiant « Premier toujours premier » sommée de la main de Fatma chargée du chiffre « 1 » du même, chargé d'une hirondelle au naturel tenant en son bec un sautoir de tibias de candide surmontée d'une étoile chérifienne de sinople.

### Descriptif
Ancien insigne, en métal argenté, du 1er Régiment de Tirailleurs Algériens. Chevauchant en partie le chiffre « 1 », une étoile à 5 branches liserée d'or, vidée et entrelacée. Dans la partie inférieure de l'insigne est apposé une hirondelle noire à gorge et ventre blancs, piquant de la droite vers la gauche et tenant dans son bec deux tibias blancs croisés.

### Symbolique
L'insigne support représente l'ancien insigne du 1er RTA dont le 170e régiment d'infanterie reprenait l'appellation. Cet insigne composé d'un croissant, qui fait référence au calendrier lunaire adopté par le monde musulman, de la main de Fatima, qui éloigne le « mauvais œil », du chiffre « 1 » et de sa devise.
L'étoile verte à cinq branches, symbole de la « Perfection », représente l'héritage des tirailleurs marocains.
L'hirondelle est le lien entre plusieurs régiments de tirailleurs marocains et algériens bénéficiant du qualificatif « hirondelles de la mort ». Cela rappelle aussi le 170e RI qui avait aussi ce symbole sur son insigne.

## Son insigne de béret

### Héraldique
Croissant d'or ouvert.

### Descriptif
Comme le croissant de l'insigne régimentaire, il fait référence au calendrier lunaire musulman. Le croissant de lune (Hilal) est aussi le symbole de la résurrection. La coupe ouverte du croissant de lune donne la délimitation du début et de la fin du Ramadan. Cet insigne est commun aux tirailleurs et aux zouaves.
Il est rappelé sur les attributs de tenue : insigne de manche, épaulettes, insigne de col, et képi.

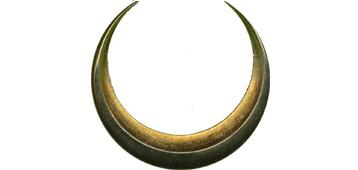
Insigne de béret du 1er régiment de tirailleurs.
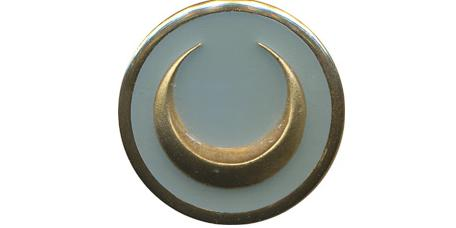
Insigne de col du 1er régiment de tirailleur.
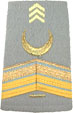
Fourreau d'épaule du 1er régiment de tirailleurs caporal chef.

## Sa fourragère
Le Premier Régiment de Tirailleurs, héritier du 1er Régiment de Tirailleurs Algériens, a repris les distinctions et les décorations obtenues par ce dernier. C'est à ce titre que son drapeau et tout le personnel du régiment portent la fourragère aux couleurs du ruban de la Médaille militaire.
Le 1er Régiment de Tirailleurs Algériens (ex 1er Régiment de Marche de Tirailleurs) a été quatre fois cité à l'ordre de l'Armée durant la guerre 1914 -1918 ce qui lui a donné le droit de porter la fourragère aux couleurs de la Médaille Militaire par décision du maréchal en chef en date du 3 janvier 1919.
Les quatre citations qui lui ont valu cette distinction sont :
- La Somme (Bouchavesnes), par Ordre général n°403 du 21 octobre 1916 de la VIe Armée ;
- L'Aisne, par Ordre général n°348 du 20 juillet 1918 de la Ve Armée ;
- Prunay, par Ordre général n°453 du 17 décembre 1918 de la Ve Armée;
- Neufchâtel, par Ordre général du 19 janvier 1919 de la Ve Armée.

## La Nouba du1erRégiment de Tirailleurs d’Épinal

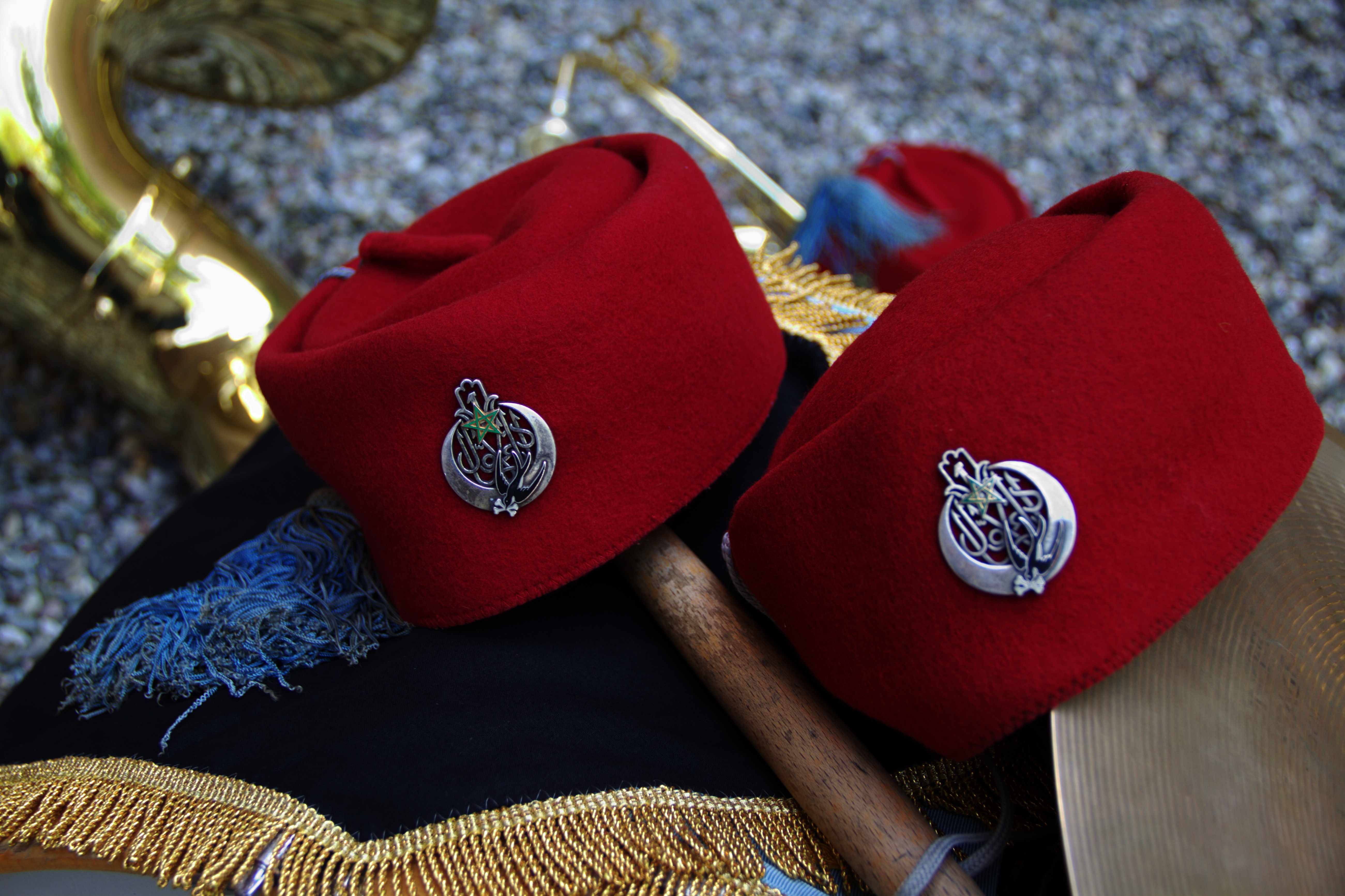
La Chechia de feutre cramoisi

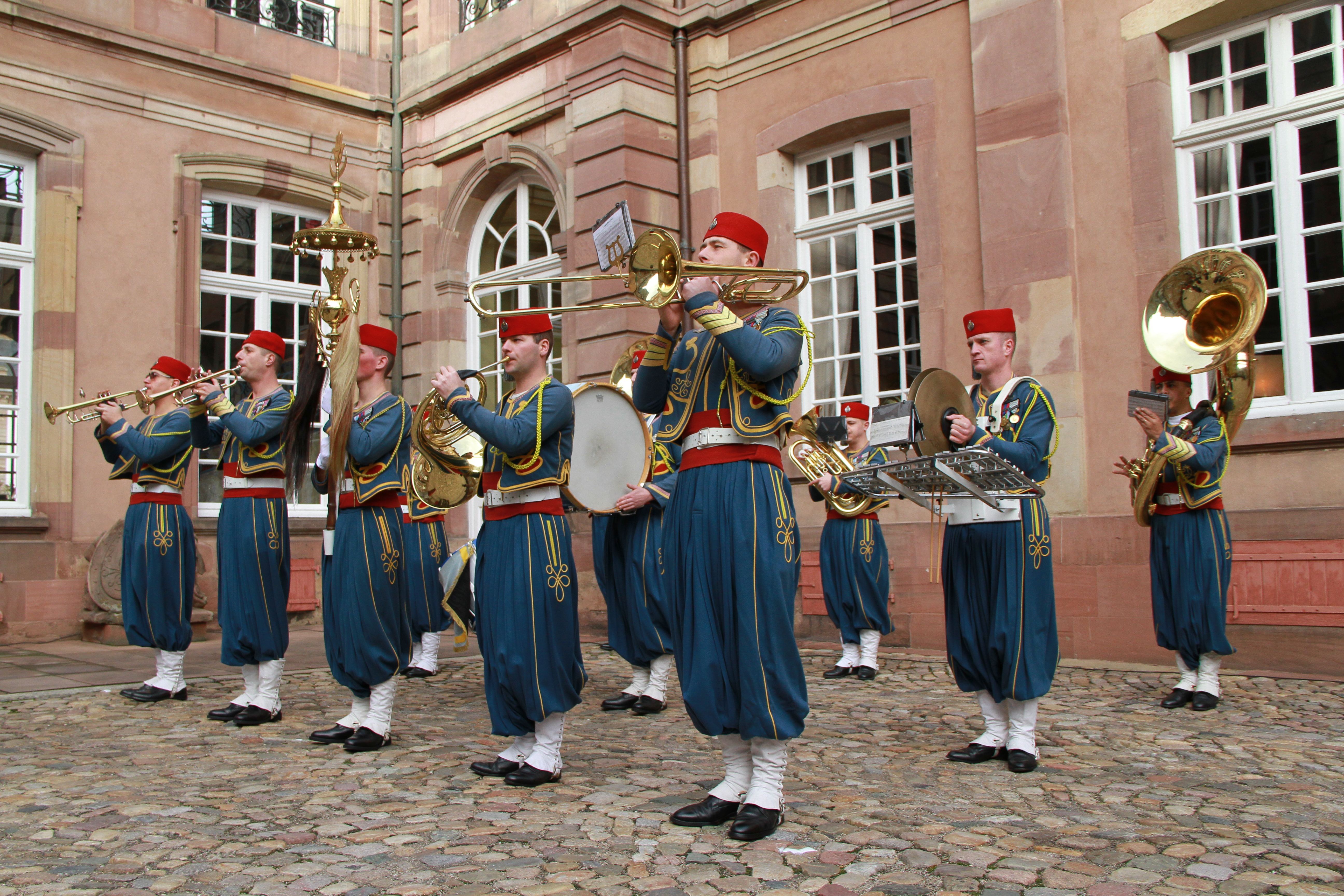
La Nouba du 1er Régiment de Tirailleurs d'Épinal en tenue de tradition.

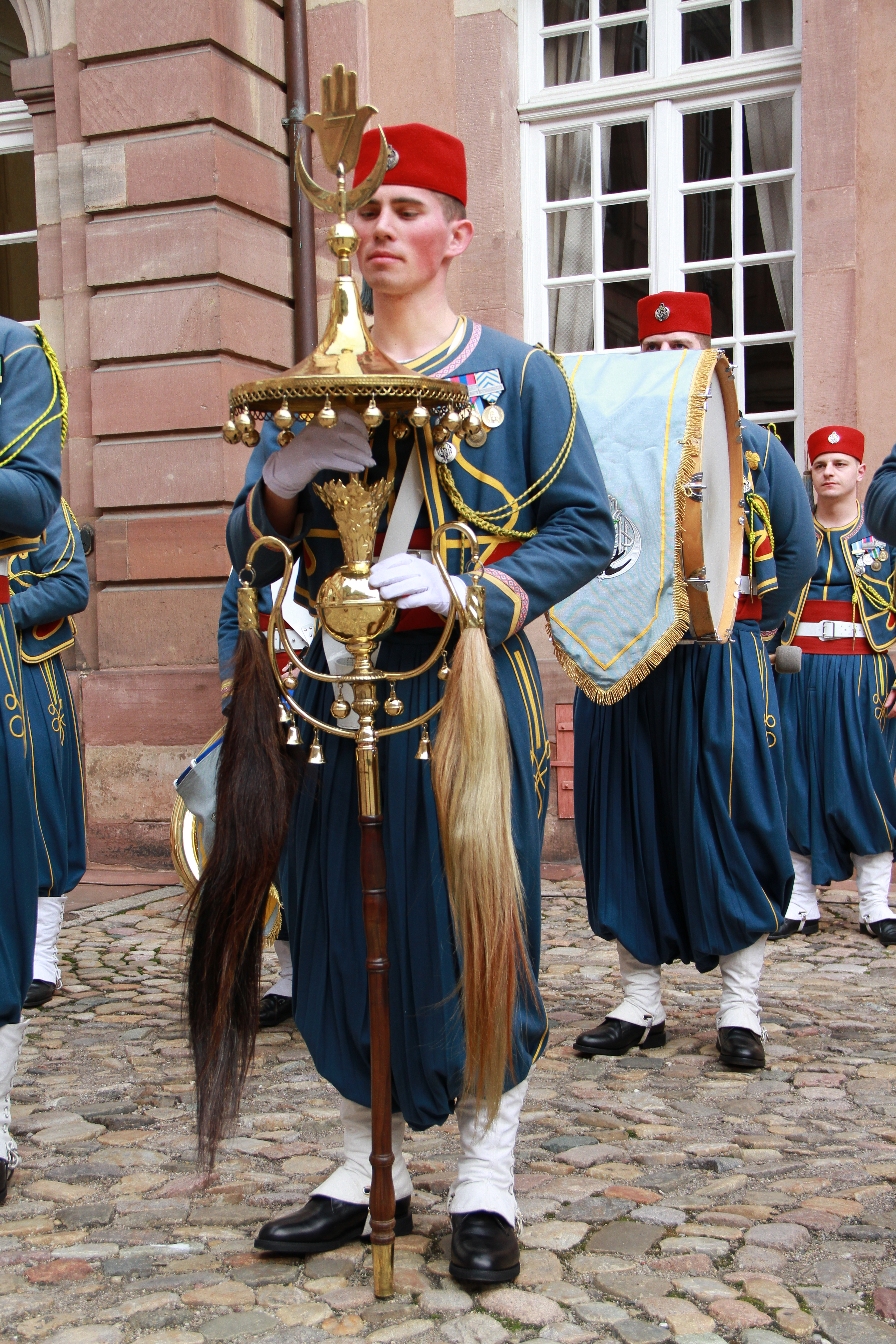
Le chapeau chinois.

La fanfare Nouba du 1er Régiment de Tirailleurs a pris son appellation lors de la création du régiment, le 1er mai 1994. Elle est issue de la Musique du 170e régiment d'infanterie, lui-même détenteur des traditions du 7e Régiment de Tirailleurs Algériens.
La Nouba du Premier tirailleurs est sans aucun doute le meilleur ambassadeur du régiment auprès du grand public ; elle frappe l'imagination par ses deux caractéristiques originales : la tenue traditionnelle des musiciens et la présence du bélier Messaoud, sa mascotte.

### Son origine
Il n'est pas possible de déterminer à quelle époque les tirailleurs ont commencé à avoir de pareilles formations. Des écrits relatent la présence des musiciens de nouba dès 1860. La plus ancienne représentation autrement connue est la nouba du 4e Bataillon du 2e Tirailleurs par Detaille, datée de 1884. En tout cas, cette musique arabe reste parfaitement non réglementaire jusqu'en 1958. Aussi n'a-t-elle pas de composition bien fixe. Les plus importantes pouvaient compter jusqu'à 80 exécutants répartis entre la batterie, l'harmonie et la Nouba : groupe folklorique indigène constitué d'instruments locaux traditionnels dont le plus célèbre reste sans conteste la raïta, sorte de flûte nord-africaine dont le son rappelle celui de la bombarde bretonne et qui forme le fond sonore. On y trouve aussi des tambours arabes, derboukas ou tbels, soit grands, du diamètre d'une grosse caisse, soit petits, du diamètre d'un tambour d'ordonnance et qui se porte la peau perpendiculaire au sol. Des tambourins ou bendirs, quelquefois des derboukas doubles faits de 2 demi-sphères tendues de peau, plus rarement des karkabous, lamelles de fer qu'on entrechoque et toujours un chapeau chinois complètent la formation.
Le chapeau chinois ne serait apparu qu'après la Grande Guerre ; en tout cas, le 3e RMTA en possède un en 1920, en Rhénanie. Mais il en existait chez les spahis avant cette époque comme l'attestent certaines photographies de la fin du XIXe siècle. Après 1920 tous les régiments ont un chapeau chinois, différent d'un corps à l'autre selon le goût du chef de corps ; Cet instrument de cuivre est équipé de grelots, de clochettes et de queues de cheval.

Vers 1930, certains régiments ajoutent à la nouba un animal mascotte, souvent un bélier, parfois un mouflon.

Depuis la restructuration des musiques en 1996, la Nouba compte parmi les formations de type « fanfare d'infanterie » et dispose d'un effectif théorique de 29 exécutants repartis essentiellement entre les cuivres et saxophones renforcés par un pupitre de tambours et percussions.

La Nouba défile, encore aujourd'hui, derrière un chapeau chinois qui est précédé par la mascotte ; le bélier Messaoud.

Depuis 2002, la Nouba est rattachée à la compagnie antichar et y arme la 4e section. En parallèle à leur formation musicale, le personnel de la Nouba reçoit, au sein de cette section, une formation militaire afin de pouvoir tenir un emploi opérationnel et leur permettre de participer ponctuellement à des missions extérieures.

### La tenue de tradition

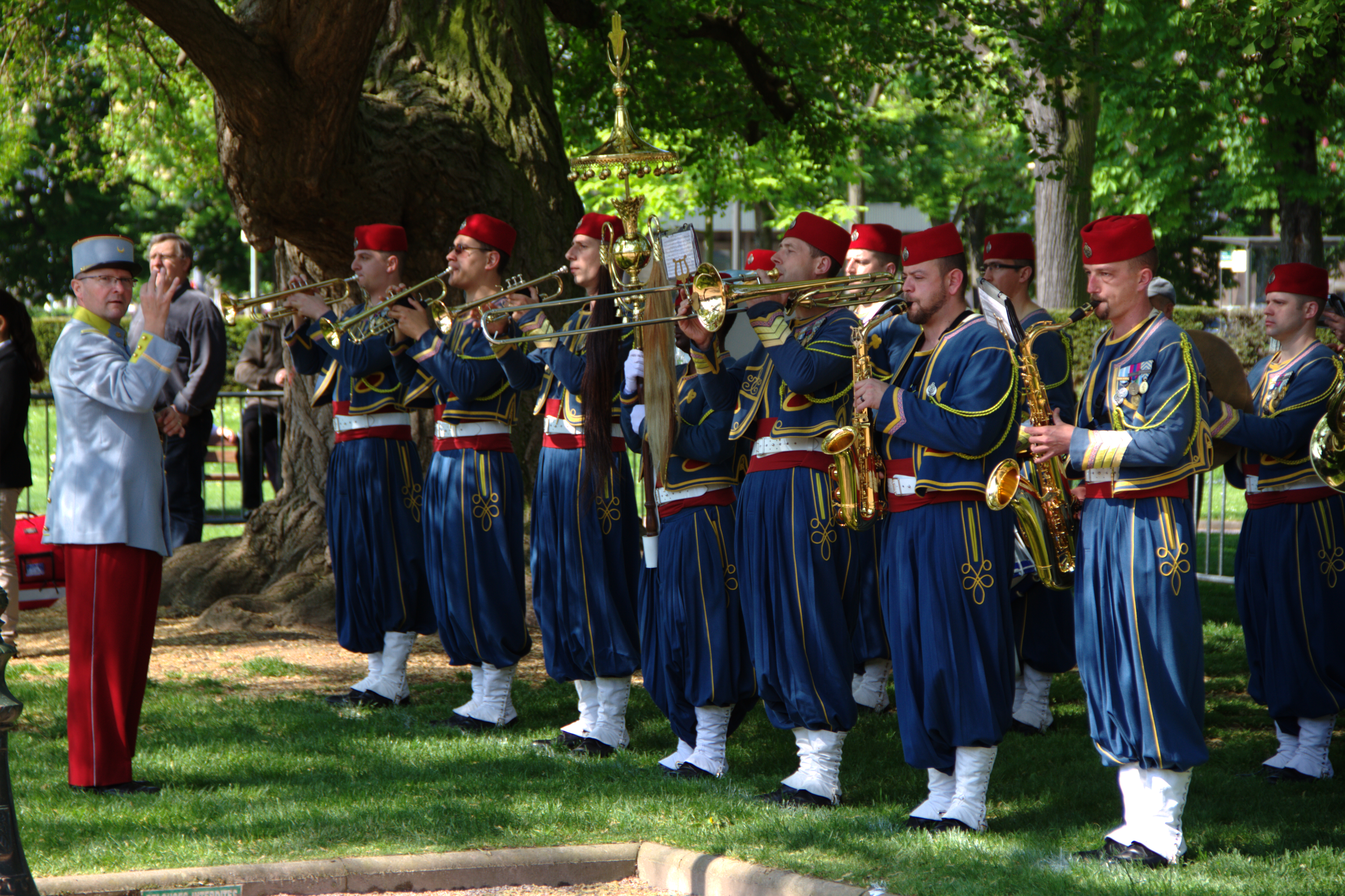
La « Nouba » du 1er Régiment de Tirailleurs d'Épinal en tenue de Tradition, chéchia, boléro et sarouel, héritage de la tenue des Tirailleurs Algériens lors de la cérémonie commémorative du 8-mai-1945 à Strasbourg en 2013.

C'est pour rendre hommage à ces glorieux prédécesseurs, que la musique du 170e RI est dotée à partir de 1985, de la tenue historique des tirailleurs dite « à l'orientale » ou « à la turque » dont l'origine remonte à la création des premières unités vers 1840. Cet uniforme tient son origine du costume traditionnel masculin de l'Algérie citadine  qui se distingue du karakou qui est la tenue citadine de la femme algéroise. Il comprend : 
- une veste en forme de boléro de couleur bleue à parements jonquille ;
- un gilet sans manches bleu ciel à tresses jonquille ;
- un pantalon ample bleu ciel ou blanc (le sarouel – appellation la plus fréquente – ou encore saroual ou seroual) ;
- une longue ceinture de laine rouge ;
- une coiffure, la  chéchia et/ou un chèche de toile blanche.

Dans ses grandes lignes, c'est un modèle identique à celui des zouaves et des spahis. La plus grande différence réside dans le choix des couleurs.

#### La coiffure
Constituée de la chéchia et du chèche qui se portent séparément ou ensemble selon les circonstances. La chéchia est une calotte de feutre cramoisi d'environ vingt cinq centimètres de hauteur avec un gland à franges bleu ciel amovible. Le chèche, à l'origine de toile blanche roulé en boudin autour de la chéchia, se portera seul et à l'indienne à partir des années 1950.

#### Le gilet
Il est appelé sédria mot originaire de l'arabe algérien qui veut dire poitrine ou buste. C'est un gilet sans manche de drap bleu ciel avec des tresses jonquille. Sa particularité est de se boutonner sur l'épaule et le flanc gauches.

#### La veste
De forme boléro, dite kébiya ou encore veste-boléro ou plus simplement « boléro », elle en drap bleu de ciel foncé sous le second Empire puis bleu ciel, dit « bleu céleste » ou encore « bleu tirailleur ». Les coutures s'ornent d'un cordonnet de couleur jonquille (jaune) et les devants de tresses plates de même couleur. Pour les sous-officier s'ajoutent de magnifiques chamarrures en soutaches jonquille sur les devants et le dos. Sur chaque devant, la tresse jonquille forme une arabesque qui dessine une fausse poche ovale appelée tombô, puis remonte vers l'encolure en formant un trèfle.
Jusqu'en 1914, la couleur du tombô permettait de distinguer le recrutement et la localisation des premiers régiments de tirailleurs. Le garance (rouge tirant légèrement sur le brique) correspondait au 1er régiment de tirailleurs algériens (stationné à Alger et couvrant toute la province d'Alger), le blanc au 2e régiment (province d'Oran) et le jonquille (jaune) au 3e régiment (province de Constantine). En 1884, le tombô bleu fut attribué au tout nouveau 4e régiment de tirailleurs « algériens », formé en Tunisie. En 1921, le 4e régiment de tirailleurs « algériens » devient « tunisiens » et par la suite, tous les régiments de tirailleurs à recrutement tunisien prendront le nom de « tirailleurs tunisiens ».

#### La ceinture
Empruntée à la mode turque, à l'instar du hézam des mamelouks du XVIIIe et du XIXe siècle, elle se présente sous la forme d'une longue bande de laine cramoisie (rouge foncé) (jusqu'en 1962, elle mesurait quatre mètres de long par quarante centimètres de large). Elle permettait de protéger l'abdomen et les reins du froid et évitait ainsi les maux intestinaux. Pièce traditionnelle de la tenue des tirailleurs, elle est portée par les soldats et les sous-officiers. Cette ceinture s'observait dans toutes les unités de l'armée d'Afrique qui la portaient de façon visible. Elle se différenciait par sa teinte : « cramoisie », unie ou rayée, elle était la ceinture des troupes indigènes de tirailleurs et de spahis ; « bleue indigo », elle était attribuée aux zouaves, légionnaires, bataillonnaires de l'infanterie légère d'Afrique et soldats des compagnies de discipline, tous de souche européenne. Bien que cette règle ne soit pas absolue, puisque les chasseurs d'Afrique de souche européenne ont eu la ceinture rouge rayée des spahis.
Les officiers ne portent pas en principe cette ceinture, puisqu'ayant accès aux médicaments, ils n'avaient pas besoin de se protéger car ils étaient en mesure de se soigner. Mais de 1830 à 1870, de nombreux officiers ont fait usage de la ceinture, sans doute plus pour des raisons esthétiques que pratiques.

#### Le sarouel
Le fameux sarouel, lui aussi emprunté à la mode turque (les mamelouks portaient le charoual de drap écarlate) est fait de drap bleu ciel ou de toile blanche selon la saison. Il est fort ample, avec trente deux plis à la taille qui lui donnent un aspect bouffant dans le bas. Par ailleurs, ce pantalon ne comporte pas de fond selon la mode orientale. Seule une petite fente est ménagée dans ce fond pour permettre l'écoulement de l'eau accumulée lors des franchissements de cours d'eau, cette ouverture s’appelant trou de Lamoricière, du nom de l'officier l'ayant inventée.

#### Les guêtres
La tenue des tirailleurs ne serait pas complète sans cet accessoire, porté en drap bleu foncé ou en toile blanche selon la saison ou la circonstance. Très hautes, les guêtres comportaient de dix-huit à vingt deux boutons latéraux, en grelot de cuivre, en os ou en porcelaine blanche. Au départ portées avec de courtes jambières de cuir fauve lacées sur le haut du mollet, elles se portent seules après 1870, avant d'être remplacées par des bandes molletières de drap gris de fer bleuté à partir de 1905.

### La mascotte du régiment

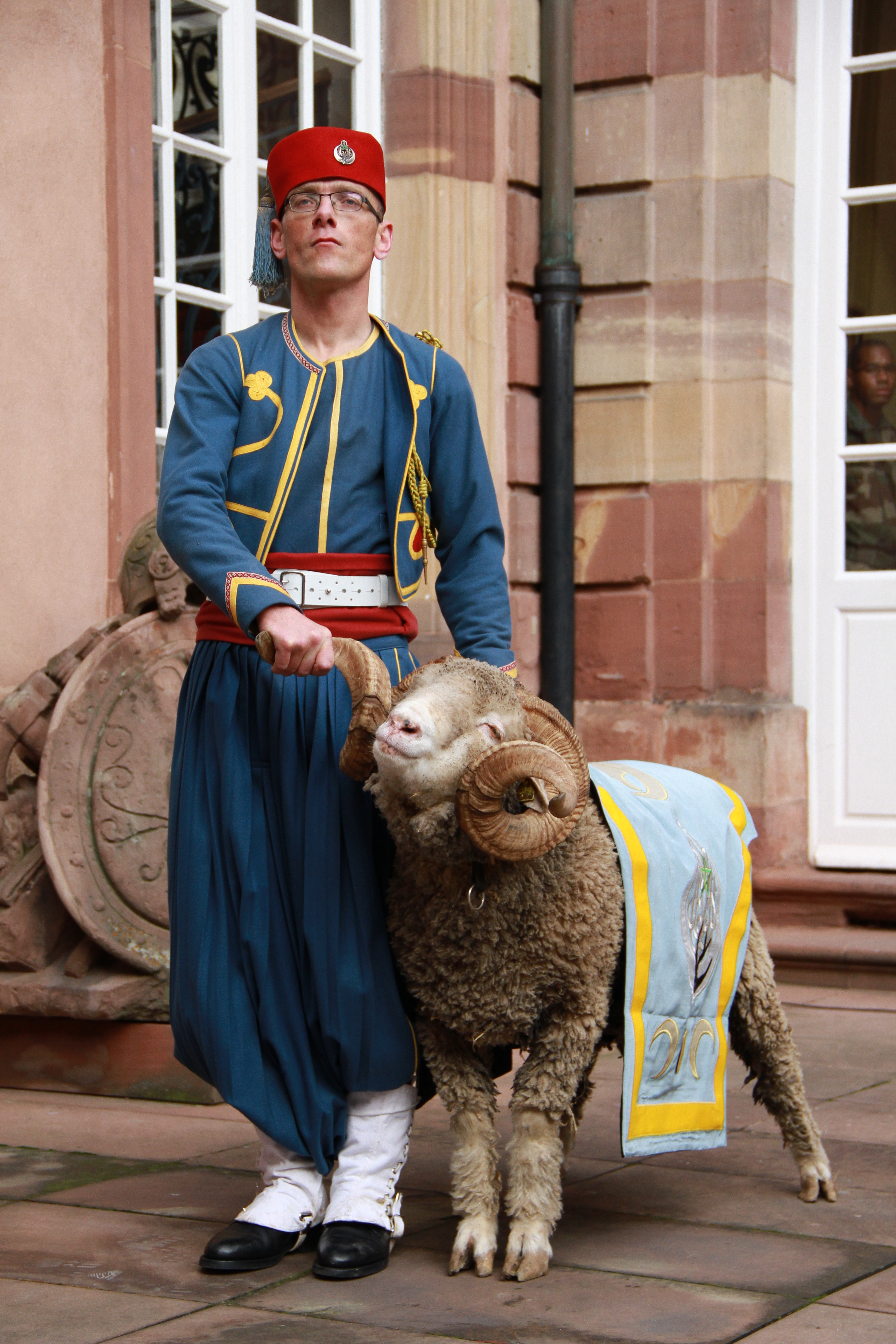
Messaoud IV, la mascotte du régiment.

En plus de cette tenue particulière, l'originalité de la Nouba se confirme par la présence d'un chapeau chinois, qui est celui du 7e RTA, et celle d'un bélier mascotte qui défile en tête lors des prestations.
Les tirailleurs, principalement recrutés parmi les pasteurs et les montagnards d'Afrique du Nord, étaient très attachés à la mascotte de leur régiment généralement un ovin, bélier, mouflon ou bouc, choisi pour la splendeur de ses cornes. Il était également considéré comme un porte-bonheur.
Avec ses qualités de détermination, de puissance et surtout de virilité, cet animal symbolisait pour eux les qualités essentielles du guerrier.
Le bélier qui est actuellement la mascotte du régiment se nomme Messaoud IV ce qui signifie le chanceux en arabe. Il est le cinquième bélier du régiment depuis sa création en mai 1994. Avant lui s'étaient succédé Mabrouk el Djounoud (le porte bonheur des combattants), Messaoud I, Messaoud II et Messaoud III ; ce dernier avait un grade de caporal et était décoré de la médaille de la défense nationale.
Le successeur, Messaoud V, est né le 4 février 2013 au parc du château d’Épinal, de Mabrouka et Messaoud IV. Après une année de formation, il deviendra la mascotte du régiment à l'été 2014. Messaoud IV prendra une retraite bien méritée, après 7 ans de bons et loyaux services.

## Le régiment aujourd'hui
Considéré comme le successeur du 1er régiment de tirailleurs algériens, le 1er RTir est notamment spécialisé dans le combat de haute intensité. Il remplit ses missions au sein de la 7e brigade blindée de la 1re division.

## Composition
Le 1er RTir avec ses traditions est composé de :

Chaque unité (compagnie) du régiment porte un insigne spécifique en mémoire des régiments de tirailleurs algériens, marocains ou tunisiens dont elle garde la mémoire. De même, chacune des sections conserve les traditions d'un régiment de tirailleurs.
- Compagnie de commandement et de logistique : 1er Régiment de Tirailleurs Algériens
  - Section Maintenance : 5e Régiment de Tirailleurs Algériens
  - SRCM : 9e Régiment de Tirailleurs Algériens
  - Section Transmissions : 17e Régiment de Tirailleurs Algériens
  - CMU : 31e Régiment de Tirailleurs Algériens
- 4 compagnies de combat équipées de VBCI.
- 1re Compagnie : 1er Régiment de Tirailleurs Marocains
  - 1re Section : 2e Régiment de Tirailleurs Marocains
  - 2e Section : 6e Régiment de Tirailleurs Marocains
  - 3e Section : 7e Régiment de Tirailleurs Marocains
  - 4e Section : 10e Régiment de Tirailleurs Marocains
- 2e Compagnie : 2e Régiment de Tirailleurs Algériens
  - 1re Section : 6e Régiment de Tirailleurs Algériens
  - 2e Section : 11e Régiment de Tirailleurs Algériens
  - 3e Section : 22e Régiment de Tirailleurs Algériens
  - 4e Section : 35e Régiment de Tirailleurs Algériens
- 3e Compagnie : 3e Régiment de Tirailleurs Algériens
  - 1re Section : 14e Régiment de Tirailleurs Algériens
  - 2e Section : 15e Régiment de Tirailleurs Algériens
  - 3e Section : 23e Régiment de Tirailleurs Algériens
  - 4e Section : 25e Régiment de Tirailleurs Algériens
- 4e Compagnie : 4e Régiment de Tirailleurs Tunisiens
  - 1re Section : 8e Régiment de Tirailleurs Tunisiens
  - 2e Section : 12e Régiment de Tirailleurs Tunisiens
  - 3e Section : 16e Régiment de Tirailleurs Tunisiens
  - 4e Section : 28e Régiment de Tirailleurs Tunisiens
- Compagnie des Appuis : 5e régiment de tirailleurs marocains comportant une section d'appui direct, une section d'aide à l'engagement débarqué, une section d'appui mortier et une section de tireurs d'élite.
  - Section TE : 4e Régiment de Tirailleurs Marocains
  - SAD MMP : 8e Régiment de Tirailleurs Marocains
  - SAED: 9e Régiment de Tirailleurs Marocains
  - SAM: 3e Régiment de Tirailleurs Marocains
  - SRRI:
- 13e compagnie de Réserve : 13e Régiment de Tirailleurs Algériens

### Matériels

#### Véhicules
- Véhicules de combat: VBCI-VCI, VAB, VBL, VB2L, P4.
- Véhicules de commandement: VBCI-VPC (véhicule poste commandement), VAB-trans, 180 shelter trans.
- Véhicules de sanitaire: VAB san.
- Véhicules de maintenance: TRM10000 CLD, AMX 30D, GBC 180 LOT7.

#### Armement
- Famas
- Famas félin
- HK 416 et HK 417
- Pamas
- Pamac
- Glock 17
- Poste eryx
- Poste milan
- AT4CS
- LGI
- FN SCAR-H (tireur de précision)
- PGM  (tireur d élite)
- Mitrailleuse mag 58
- Minimi

### Stationnement
Le 1er régiment de tirailleurs est stationné au Quartier Varaigne à Épinal après avoir été stationné à Golbey.

## Sources et bibliographie
- Tirailleurs algériens et tunisiens 1830/1964, Carnets de la Sabretache, numéro spécial, 1980, série 55
- Anthony Clayton, Histoire de l'Armée française en Afrique 1830-1962, Albin Michel, 1994